# Thorosteenstrupina
La thorosteenstrupina è un minerale.